# Бала Ораза
Ба́ла Ора́за (каз. Бала Ораз) — село у складі Махамбетського району Атирауської області Казахстану. Входить до складу Актогайського сільського округу.
Населення — 53 особи (2021; 54 у 2009, 56 у 1999).